# Уппа (річка)
Уппа́ (крим. Uppa) — річка в Україні, на Кримському півострові. Права притока Чорної річки (басейн Чорного моря).

## Опис
Довжина річки приблизно 6,55 км, найкоротша відстань між витоком і гирлом — 5,23 км, коефіцієнт звивистості річки — 1,26. Річка формується декількома безіменними струмками та 5 загатами.

## Розташування
Бере початок на південно-східній стороні від Тернівки (колишнє село Шулю). Тече переважно на південний захід понад горою Зибуктепе, через село Рідне (колишнє Уппа) і на південно-східній стороні від Чорноріччя впадає в Чорну річку.

## Цікаві факти
- На південно-східній стороні від витоку річки розташоване джерело Донгуз-Чокрак[3].
- На південно-західній околиці Рідного на річці розташовані водоспади Мерден-Тобе та Коба-Чаїр.[4]
- У селі Рідне на правому березі річки на відстані приблизно 2,80 км проходить автошлях Т 0105.